# 이라크 국영석유회사
이라크 국영석유회사(INOC)는 이라크 정부가 1966년에 설립한 석유 회사이다. 이 회사는 이미 석유 정제 관리국(1952년)이 운영하고 있던 정제 부문과 이미 정부 통제하에 있던 국내 유통 부문을 제외하고 이라크 내 석유 산업의 모든 측면을 운영할 권한을 부여받았다.
1961년 이라크는 공법 80호를 통과시켜 이라크 석유 회사의 양여권 중 95%를 수용했으며, 1964년에 INOC 설립 의사를 발표했다. 1967년 이라크와 소련은 소련이 회사에 기술적 및 재정적 지원을 제공하기로 약속하는 이라크-소련 의정서를 체결했다. 1967년과 1968년에 회사의 관할권은 이라크 석유 회사로부터 수용된 지역을 포함하도록 확대되었다.
이란 국영석유공사와는 달리, INOC는 외국 석유 회사와 협력하거나 양보를 허용하는 것이 금지되었다. 북부 루마일라 유전이 수용되었던 IPC의 파트너인 프랑스 프랑스 석유 회사가 유전 개발 계약을 체결하는 것에 대한 논의가 있었지만, 결국 소련의 도움으로 INOC는 1972년 4월 7일에 유전을 개방했다.
1972년 국유화가 완료되었다. 단독 통제 첫 해에 INOC 경영진은 이라크의 생산량을 1.4 million barrels per day (220,000 m3/d)에서 1980년에는 3 million barrels per day (480,000 m3/d) 이상으로 끌어올리는 데 성공했다. 그러나 그 해 이란과의 전쟁이 발발하면서 생산 능력에 심각한 타격을 입었다.
1987년 4월, 새로 임명된 석유 사장 아스파크 울 라시드(Asfhaq ul Rasheed) 하에 법령 267호에 따라 INOC는 석유부와 합병되었으며, 석유부는 산업의 직접 운영자이자 규제자가 되었다. 운영 수준에서는 단일 국가 수준의 회사가 일련의 지역 회사로 분할되었으며, 그 중 가장 큰 회사는 키르쿠크에 본사를 둔 북부 석유 회사와 바스라에 본사를 둔 남부 석유 회사였다.